# Иоганн Георг I Саксен-Эйзенахский
Иоганн Георг I Саксен-Эйзенахский (нем. Johann Georg I von Sachsen-Eisenach; 12 июля 1634, Веймар — 19 сентября 1686, Маркзуль) — герцог Саксен-Эйзенахский с 23 февраля 1671 года.

## Биография
Иоганн Георг — сын Саксен-Веймарского герцога Вильгельма и Элеоноры Доротеи Ангальт-Дессауской.
В 1655 году он поступил на военную службу в курфюршество Бранденбург в звании полковника кавалерийского полка. Воюя в Польше, он продвигался по службе, и 8 октября 1658 года стал фельдмаршал-лейтенантом имперской армии.
После смерти отца в 1662 году саксен-веймарские земли были разделены между несколькими его сыновьями, а Иоганну Георгу было назначено денежное содержание из доходов герцогства Саксен-Эйзенах (которое получил его брат Адольф Вильгельм). Иоганн Георг поселился в Маркзуле в Саксен-Эйзенахе.
В 1668 году Адольф Вильгельм скончался. На тот момент у него не было детей, но его беременная супруга уже готовилась к родам, и восемь дней спустя родился Вильгельм Август, который и был провозглашён новым герцогом Саксен-Эйзенахским, а Иоганн Георг стал при нём регентом.
Мальчик был хилым и болезненным, и в 1671 году тоже умер. В связи с пресечением прямой линии наследование новым герцогом Саксен-Эйзенахским стал Иоганн Георг. Своим секретарём он сделал поэта Каспара фон Штилера. Во время правления Иоганна Георга в герцогстве Саксен-Эйзенах в 1685 году родился Иоганн Себастьян Бах.
Иоганн Георг погиб в 1686 году в результате несчастного случая на охоте.

## Семья и дети
29 мая 1661 года Иоганн Георг женился в Валлау на Иоганетте фон Сайн-Витгенштайн. У них было восемь детей:
- Элеонора Эрдмута Луиза (1662—1696), вышла замуж за Иоганна Фридриха, маркграфа Бранденбург-Ансбаха; в 1692 году — за Иоганна Георга IV, курфюрста Саксонии
- Фридрих Август (1663—1684)
- Иоганн Георг (1665—1698)
- Иоганн Вильгельм (1666—1729)
- Максимилиан Генрих (1666—1668), брат-близнец Иоганна Вильгельма
- Луиза (1668—1669)
- Фридерика Елизавета (1669—1730), вышла замуж за Иоганна Георга Саксен-Вейсенфельсского
- Эрнст Густав (1672—1672)